# けものみち (松本清張)
『けものみち』は、松本清張の長編小説。「けものみち」に迷い込み、戦後日本の権力構造を垣間見た者たちの運命の変転を描く、著者の社会派サスペンスの代表的長編。『週刊新潮』（1962年1月8日号 - 1963年12月30日号、連載時の挿絵は生沢朗）に連載され、1964年5月、新潮社から単行本として刊行された。後に電子書籍版も発売されている。
1965年に東宝で映画化、また3度テレビドラマ化されている。

## あらすじ
成沢民子は脳軟化症のために動けなくなった夫・成沢寛次を養うため、割烹旅館・芳仙閣で住み込みの女中をしていた。しかし、寛次はそんな民子をいたわるどころか、日々、猜疑心を募らせ、民子が家に戻るたびに、執拗にいたぶるのだった。
ある日、芳仙閣にニュー・ローヤル・ホテルの支配人・小滝章二郎が訪れる。小滝は民子に、今の生活から抜け出し、もっと安楽な生活に導く手助けをするようなことをほのめかす。民子は小滝の誘いに乗ることを決意し、失火に見せかけて夫を焼き殺す。そして、民子は弁護士・秦野重武によって、政財界の黒幕・鬼頭洪太の邸宅に連れて行かれる。小滝の誘いとは、鬼頭の愛人になることだったのである。民子は鬼頭の相手を務める一方、小滝とも関係を持ち、鬼頭の後ろ盾を得て、奔放な生活を送るようになる。
そのころ、寛次の焼死事件は、小滝が民子のアリバイを証言したこともあり、警察と消防によって失火と断定された。しかし、事件を担当した刑事・久恒義夫は、事件に不審を抱いて独自に捜査を進め、民子が夫を焼き殺したという結論に達する。民子の美貌に魅せられた久恒は、自分が集めた証拠を民子にちらつかせ、民子にたびたび関係を迫る。
しかし、逆に久恒はささいな理由で警察官を免職される。自分を免職にした上司の背後に鬼頭の姿を見た久恒は、自分が調べ上げた鬼頭の闇の部分を手紙にしたため、新聞社に持ち込むが、鬼頭の力を恐れる新聞社は久恒のネタをどこも採用しなかった。改めて鬼頭の実力を知った久恒は、失踪した鬼頭家の女中頭・米子の殺害事件の証拠を集めて鬼頭を追い詰めようとする。

## 登場人物
成沢民子（なるさわ たみこ）
旅館「芳仙閣」の女中。31歳。現在の閉鎖的な生活から逃げ出したいと思っている。
小滝章二郎（こたき しょうじろう）
赤坂の「ニュー・ローヤル・ホテル」支配人。
鬼頭洪太（きとう こうた）
政財界に不思議な実力を持っている怪物的老人。麻布の大邸宅に住む。２年前より脳軟化症を患っている。
秦野重武（はたの しげたけ）
ニュー・ローヤル・ホテルにすでに2年逗留し続けている男。
久恒義夫（ひさつね よしお）
警視庁捜査一課の古参刑事。
成沢寛次（なるさわ かんじ）
民子の夫。脳軟化症で寝たきりとなる。
米子（よねこ）
鬼頭邸を取り仕切る女中頭。かつては鬼頭の愛人だった。
黒谷（くろたに）
鬼頭邸をうろつく得体の知れないグループの一人。

## エピソード
- 和田勉によれば、著者が本作を書くきっかけは、仲居からの一通の身の上相談の手紙であったという[3]。本作は（以前に連載された）『わるいやつら』以上の評判を呼び、本作連載時の『週刊新潮』は120万部を発行し、増刷となった[4]。
- 小説中の「ニュー・ローヤル・ホテル」は、赤坂の高台にある3年前に新築されたホテルと描写されているが[5]、モデルをホテルニュージャパンとする推測がなされている[6]。
- 本小説に登場する鬼頭洪太のモデルについて、推理小説評論家の権田萬治は、児玉誉士夫と推測し、加えて、辻トシ子（元・岸内閣副総理秘書官）の証言からトシ子の父である辻嘉六とする説も紹介している[7]。また、当時清張の専属速記者を務めた福岡隆は、秦野重武にはモデルがあるとしている[8]。文芸評論家の細谷正充は、「政財界を裏から操る黒幕」という設定は、大藪春彦や森村誠一の小説、のちにはコミックなどのエンターテイメント作品に広く流布されているが、本作は、政財界の設定を使い勝手の良いガジェットとして扱うのではなく、政財界の闇そのものを真正面から取り上げ、徹底的にリアルな掘り下げをした点で、意外なほど少ない、例外的な作品となっていると評している[9]。

## 映画
1965年9月5日、東宝製作・配給で公開された。DVD化されている。

### キャスト
- 成沢民子 - 池内淳子
- 小滝章二郎 - 池部良
- 鬼頭洪太 - 小沢栄太郎
- 久恒義三 - 小林桂樹
- 秦野重武 - 伊藤雄之助
- 成沢寛次 - 森塚敏
- 渡部米子 - 大塚道子
- 黒谷隆 - 黒部進
- 久恒勝代 - 宮田芳子
- 香川敬三（公団総裁） - 千田是也
- 熊谷四郎（公団新総裁） - 竜岡晋
- 桧原映子 - 千草みどり
- おせき - 菅井きん
- 小泉 - 矢野宣
- 桂木（記者） - 土屋嘉男
- 高森（デスク・桂木の上司） - 有馬昌彦
- 深見 - 手塚勝巳
- 沢（刑事） - 中丸忠雄
- 恰幅のいい男 - 秋月竜
- 酒屋の主人 - 田武謙三
- 小滝事務所女事務員 - 森今日子
- 沢杉（病院院長） - 青野平義
- 岡村（代議士） - 佐々木孝丸
- 佐伯（代議士） - 松本染升
- 芳仙閣女将 - 平井岐代子（君子）、千石規子（町子）、浜路由美（行子）、清水由記（美枝）
- 下働きの女中 - 高原とり子
- 番頭 - 勝本圭一郎
- 深見の使いの男 - 谷晃
- 若い男 - 伊吹徹、権藤幸彦
- 弁護士協会事務員 - 堤康久、小松英三郎
- ホテル協会係員 - 渋谷英男
- ハンチングの男 - 小松方正
- 人夫 - 伊吹新、庄司一郎
- 秦野の秘書 - 勝部義夫
- 警視庁幹部 - 清水元
- 警視庁刑事部長 - 倉橋宏明
- 警視庁捜査一課長 - 西条竜介
- 前田（警視庁捜査一係長） - 稲葉義男
- 刑事 - 伊藤実、鈴木治夫、中島春雄、吉田静司
- 私服刑事 - 坪野鎌之
- 村田（技官） - 草間璋夫
- 浅沼 - 池田生二
- 坂井 - 石田茂樹
- 高速路面公団幹部 - 熊谷卓三、土屋詩朗
- 会見場の記者 - 橘正晃、日方一夫、松下正秀、清水良二、今井和雄
- バーテンダー - 越後憲三
- 鬼頭家女中 - 矢野陽子、田辺和佳子
- おかめ女中 - 杉浦千恵
- 梅の井女中 - 雨宮貞子

### スタッフ
- 製作 - 藤本真澄、金子正且
- 監督 - 須川栄三
- 脚本 - 白坂依志夫、須川栄三
- 音楽 - 武満徹
- 撮影 - 福沢康道
- 美術 - 村木与四郎
- 編集 - 黒岩義民
- 監督助手 - 西村潔

### 関連商品
- けものみち DVD（2009年10月23日、東宝、JAN 4988104052483）

## テレビドラマ

### 1982年版
『松本清張シリーズ・けものみち』のタイトルで、1982年1月9日から1月23日まで毎週土曜日20時 - 21時10分にNHK『土曜ドラマ』で放送された。全3回。主演は名取裕子。2022年4月9日に一挙再放送された。
視聴率は、第1回18.2%・第2回15.8%・第3回18.7%。平均視聴率は17.6%（関東地区・ビデオリサーチ社調べ）。DVD化されている。

#### 概要
第15回テレビ大賞優秀番組賞受賞作品。当時NHKのディレクターであった和田勉が、仕事上のトラブルに陥っていた名取に、民子役として直接出演を依頼し、制作された作品。小滝役には「ザ・商社」の山崎努、久恒役にはお笑いで人気を博していた伊東四朗が起用された。また、鬼頭邸の庭のシーンは（ドラマ制作当時の）清張邸で撮影されている。

#### キャスト
- 成沢民子 - 名取裕子[13]
- 小滝章二郎 - 山﨑努
- 鬼頭洪太 - 西村晃
- 久恒義夫 - 伊東四朗
- 秦野重武 - 永井智雄
- 山倉米子 - 加賀まりこ
- 成沢寛次 - 石橋蓮司[14]
- 沢杉（病院院長） - 中村伸郎
- 熊谷四郎（高速道路面公団新総裁） - 久米明
- 警視庁刑事部長 - 加藤和夫
- 警視庁捜査一課長 - 勝部演之
- 西田警部補（警視庁捜査係長） - 林昭夫
- 中央新聞デスク - 塩見三省
- 見舞い客の暴力団親分 - 松崎真
- 島村百合子（芳扇閣女将） - 高森和子
- みよ（芳扇閣仲居） - 新山真弓
- 芳扇閣仲居 - 雪江由記
- 久恒の妻 - 原知佐子
- 坂本（捜査一課刑事・久恒の後輩刑事） - 矢吹二朗
- 黒谷進 - 林ゆたか
- 宝石商 - 奥野匡
- 秦野の秘書 - 野村信次
- 民子の近所の男 - 西村淳二
- 寛次の家政婦 - 松本マツエ
- 捜査一課刑事 - 野村昇史
- 捜査一課刑事 - 小川隆一
- 岡橋誠一（高速道路面公団理事） - 増田順司
- 蛭田代議士 - 大森義夫
- 代議士 - 山崎満
- 沢杉病院の医師 - 松村彦次郎
- 香川（高速道路面公団総裁） - 入江正徳
- 鬼頭家の男 - 小坂明央
- 早苗（鬼頭の新しい女） - 小林かおり
- 松美里杷
- 永六輔
- 西岡拓也
- 三川雄三
- 北溝みなこ
- 相原巨典
- 伊藤真智
- 小西美千代

#### スタッフ
- 脚本 - ジェームス・三木
- 演出 - 和田勉
- オープニング - ムソルグスキー「交響詩 禿山の一夜」
- 劇中音楽 - ムソルグスキー「組曲 展覧会の絵」（ラヴェル編曲）
- 制作 - NHK

#### 関連商品
- けものみち DVD-BOX（NHKエンタープライズ、JAN 4988066208416）

| NHK 土曜ドラマ                        | NHK 土曜ドラマ                                         | NHK 土曜ドラマ                       |
| 前番組                                | 番組名                                                 | 次番組                               |
| ------------------------------------- | ------------------------------------------------------ | ------------------------------------ |
| 価格破壊 （1981年11月7日 - 11月21日） | 松本清張シリーズ けものみち （1982年1月9日 - 1月23日） | 大阪ドン・キホーテ （1982年1月30日） |

### 1991年版
『松本清張作家活動40年記念・けものみち』のタイトルで、1991年12月24日火曜日21時3分 - 22時52分に日本テレビ系2時間ドラマ「火曜サスペンス劇場」で放送された。主演は十朱幸代。
視聴率は18.1%（関東地区・ビデオリサーチ社調べ）。

#### キャスト
- 成沢民子 - 十朱幸代（10歳期：永峯文恵）
- 小滝英正 - 草刈正雄
- 久恒幾三 - 河原崎長一郎
- 秦野繁武 - 名古屋章
- 成沢寛次 - 森本レオ
- 捜査第一課長 - 谷村昌彦
- 岡橋誠一 - 根上忠
- 黒谷卓 - 高品剛
- 香川敬三 - 山崎満
- 正木米子 - 江波杏子
- 鬼頭洪太 - 大滝秀治

#### スタッフ
- 脚本 - 中島丈博
- 演出 - 深町幸男
- 音楽 - 福井峻
- 助監督 - 今井和久
- 医事指導 - 井上毅一
- 方言指導 - 椎名茂
- 殺陣 - 竹田寿郎
- 技術協力 - 渋谷ビデオスタジオ、ビデオスタッフ、Kカンパニー
- 美術協力 - NHKアート
- 企画 - 小坂敬、松本陽一
- プロデューサー - 嶋村正敏（NTV）、近藤晋（総合プロデュース）、坂梨港（電通）
- 制作協力 - 松本清張作家活動40年記念事業推進委員会
- 制作 - 日本テレビ
- 制作著作 - 総合プロデュース（現：総合ビジョン→NHKエンタープライズ）

| 日本テレビ 火曜サスペンス劇場      | 日本テレビ 火曜サスペンス劇場                          | 日本テレビ 火曜サスペンス劇場                        |
| 前番組                             | 番組名                                                 | 次番組                                               |
| ---------------------------------- | ------------------------------------------------------ | ---------------------------------------------------- |
| 女動物医事件簿3 （1991年12月17日） | 松本清張作家活動40年記念 けものみち （1991年12月24日） | 松本清張作家活動40年記念 たづたづし （1992年1月7日） |

### 2006年版
『松本清張 けものみち』のタイトルで、2006年1月12日から3月9日まで毎週木曜日21時 - 21時54分にテレビ朝日系『木曜ドラマ』で放送された。主演は米倉涼子。DVD化されている。

#### キャスト

##### 成沢家
成沢民子〈30〉
演 - 米倉涼子
料亭旅館「芳仙閣」の仲居。宝石デザイナーを夢見て夫と結婚する。
成沢寛次〈35〉
演 - 田中哲司
民子の夫。脳梗塞で身体が不自由、寝たきりの生活を送る。
杉原七々美〈21〉
演 - 上原美佐
民子の家で家事手伝いのアルバイトをしている女子美大生。

##### 久恒家
久恒春樹〈40〉
演 - 仲村トオル
世田谷東署のノンキャリア刑事。
久恒薫
演 - 網浜直子
久恒の妻。
久恒太郎
演 - 吉川史樹
久恒の息子。

##### ニュー・ローヤル・ホテル
小滝章二郎〈44〉
演 - 佐藤浩市
「ニュー・ローヤル・ホテル」総支配人。芳泉閣で民子を見初める。
秦野重武〈47〉
演 - 吹越満
弁護士の肩書きを持ち、ニュー・ローヤル・ホテルを常宿としている。

##### 鬼頭の邸宅
鬼頭洪太〈72〉
演 - 平幹二朗
政財界の裏を担うフィクサー。
佐伯米子〈40〉
演 - 若村麻由美
鬼頭家を取り仕切る女性。
黒谷富雄〈31〉
演 - 前川泰之
鬼頭家の使用人兼警備。

##### 芳仙閣
武藤美代子
演 - 星野真里
芳仙閣の仲居。民子に複雑な思いを持つ。
如月初音〈45〉
演 - 東ちづる
芳仙閣の女将。民子に小滝を紹介する。

##### その他
- 木崎光恵〈27〉（民子のジュエリーオフィスの秘書） - 田丸麻紀
- 間宮悦郎（若手エリート代議士） - 長谷川朝晴
- 香川周太郎 - 山田明郷
- 赤星（医師・久恒の主治医） - 森下哲夫
- 佐久間洋介（久恒の相棒） - 中村祐樹
- 岡橋誠一 - 中原丈雄
- 柏木圭伍 - 鹿内孝
- 檜原映子（香川の愛人） - 梅宮万紗子
- 朝倉邦男 - 小市慢太郎
- 高原裕造 ‐ 真夏竜
- 山下健二 ‐ 野村信次
- 熊谷次郎 ‐ 牧村泉三郎
- 結城の取り巻きたち
  - 小笠原愛 - 安田美沙子
  - 渡辺良子 - 木村翠
  - 松下莉果 - 植松真実
- 蔵原悦郎（結城の秘書） - 平岳大
- 結城紗和子（ジュエリー界の重鎮。民子の恩師） - 野川由美子
- 篠田智昭 - 西岡徳馬
- 診療所の医師 - 田村高廣（最終話のみ）

※ 以下、カッコ内は出演話数
- 酒井敏也(1)(5)、松儀信義(6)-(8)、大西武志(8)、ヒデ(8)、津乃村真子(2)(4)-(6)(8)(9)、福田敦子(2)(4)-(6)(8)(9)、田代裕季(2)(4)-(6)(8)(9)、平手舞(2)(4)-(6)(8)(9)、田口寛子(2)(4)(5)(8)、津江洋美(1)-(6)(8)(9)、吉村玉緒(1)-(6)(8)(9)、関根由佳梨(1)-(6)(8)(9)、海野美智子(1)-(6)(8)(9)、藤田美歌子(1)-(6)(8)(9)、三原伊織奈(1)(2)(5)、石川真衣(1)(2)(5)(7)、村上正和(1)、伊藤圭(1)、吉田比登志(1)、大野雅子(1)、竹山メリー(1)(5)、大須賀王子(1)、本多晋(3)、松美里杷(3)、中山克己(3)、森富士夫(3)、土田アシモ(3)、光成菜穂(3)、齋藤一(3)、坂本三成(4)(5)(9)、大久保英一(4)、ふるごおり雅浩(4)、飯村真一(4)、佐々木征史(5)、美月麻帆(5)-(8)、国保裕子(6)-(8)、ジョージ・エシャート(7)、アリーナ・フクシマ(7)、伊藤博幸(8)、大須賀王子(8)、浜菜みやこ(8)(9)、日向勉(8)、奥田崇(8)、山崎崇史(8)、津村知与支(8)、伊庭拓哉(8)、堀岡真(8)、西沢智治(8)、重見成人(8)、遊木康剛(8)、早川純一(9)、児玉謙次(9)、小倉馨(9)、黒井元次(9)、岩瀬威司(9)、藤田恵(9)、岩永智(9)、義川賢峻(9)

#### スタッフ
- 脚本 - 寺田敏雄
- 音楽 - 佐藤準（レガートミュージック）
- 主題歌 - 中島みゆき『帰れない者たちへ』（YAMAHA MUSIC COMMUNICATIONS）
- プロデューサー - 内山聖子（テレビ朝日）、伊賀宣子（共同テレビ）
- チーフプロデューサー - 五十嵐文郎（テレビ朝日）
- 演出 - 松田秀知（第1・2・5・8・9話）、藤田明二（第3・4・6話）、福本義人（第7話）
- 企画協力 - 古賀誠一（オスカープロモーション）
- 撮影協力 - 三井ガーデンホテル銀座、カレッタ汐留、品川イーストワンタワー、高萩市、松本楼、東京工芸大学、リーガロイヤルホテル、学士会館、横浜・八景島シーパラダイス、西日本旅客鉄道、高岡市、氷見市、バスク、テイクシステムズ、テレビ朝日クリエイト ほか
- 音楽協力 - テレビ朝日ミュージック
- 制作協力 - 共同テレビ
- 制作著作 - テレビ朝日

#### 放送日程
| 各話                                                       | 放送日        | サブタイトル            | 演出     | 視聴率 |
| ---------------------------------------------------------- | ------------- | ----------------------- | -------- | ------ |
| 第1話                                                      | 2006年1月12日 | 裸の女王                | 松田秀知 | 16.4%  |
| 第2話                                                      | 1月19日       | 愛人vsお局様            | 松田秀知 | 16.2%  |
| 第3話                                                      | 1月26日       | 本物のワル              | 藤田明二 | 16.1%  |
| 第4話                                                      | 2月02日       | 女帝の激突              | 藤田明二 | 15.5%  |
| 第5話                                                      | 2月09日       | 想定外の女帝            | 松田秀知 | 13.3%  |
| 第6話                                                      | 2月16日       | 愛人の意地              | 藤田明二 | 12.9%  |
| 第7話                                                      | 2月23日       | 麻布の女帝、衝撃の死    | 福本義人 | 13.4%  |
| 第8話                                                      | 3月02日       | 鬼頭の死〜莫大な遺産    | 松田秀知 | 13.6%  |
| 最終話                                                     | 3月09日       | 生き残る!女帝最後の賭け | 松田秀知 | 14.5%  |
| 平均視聴率 14.7%（視聴率は関東地区・ビデオリサーチ社調べ） |               |                         |          |        |

- 初回は21時 - 22時9分の15分拡大放送。

#### 関連商品
- 松本清張 けものみち DVD-BOX（2006年6月23日、ジェネオン エンタテインメント、JAN 4988102255039）

| テレビ朝日系 木曜ドラマ               | テレビ朝日系 木曜ドラマ                        | テレビ朝日系 木曜ドラマ                  |
| 前番組                                | 番組名                                         | 次番組                                   |
| ------------------------------------- | ---------------------------------------------- | ---------------------------------------- |
| 熟年離婚 （2005年10月13日 - 12月8日） | 松本清張 けものみち （2006年1月12日 - 3月9日） | 7人の女弁護士 （2006年4月13日 - 6月8日） |